# Phare du Perry Memorial

Le phare du Perry Memorial (en anglais : Perry's Victory and International Peace Memorial Light), est un phare du lac Érié situé sur l'île Bass Sud, dans le comté d'Ottawa, Ohio.
Le monument est inscrit au Registre national des lieux historiques depuis le 15 octobre 1966 sous le n°66000118.

## Historique
Cette lumière est installée, depuis 1915, au sommet du Perry's Victory and International Peace Memorial, monument qui commémore la bataille du lac Érié livrée le 10 septembre 1813, durant la guerre anglo-américaine. Ce mémorial célèbre aussi la paix durable entre la Grande-Bretagne, le Canada et les États-Unis. Le monument est situé au nord-est de South Bass Island.
Il s'agit de la plus haute aide à la navigation aux États-Unis, avant le phare du cap Hatteras. Un ascenseur transporte les visiteurs jusqu'à la plateforme à 96 m de haut et un centre d'accueil est ouvert tous les jours de fin mai à début septembre.

## Description
Le phare  est une colonne dorique en granit rose de 107 m de haut, avec une plateforme carrée surmontée d'une urne en bronze.
Son feu isophase émet, à une hauteur focale de 102 m, une longue lumière blanche de 3 secondes par période de 6 secondes. Sa portée n'est pas connue.

## Caractéristiques dufeu maritime
Fréquence : 6 secondes (W)
- Lumière : 3 secondes
- Obscurité : 3 secondes

Identifiant : ARLHS : USA-1317 ; USCG : 7-5670 .

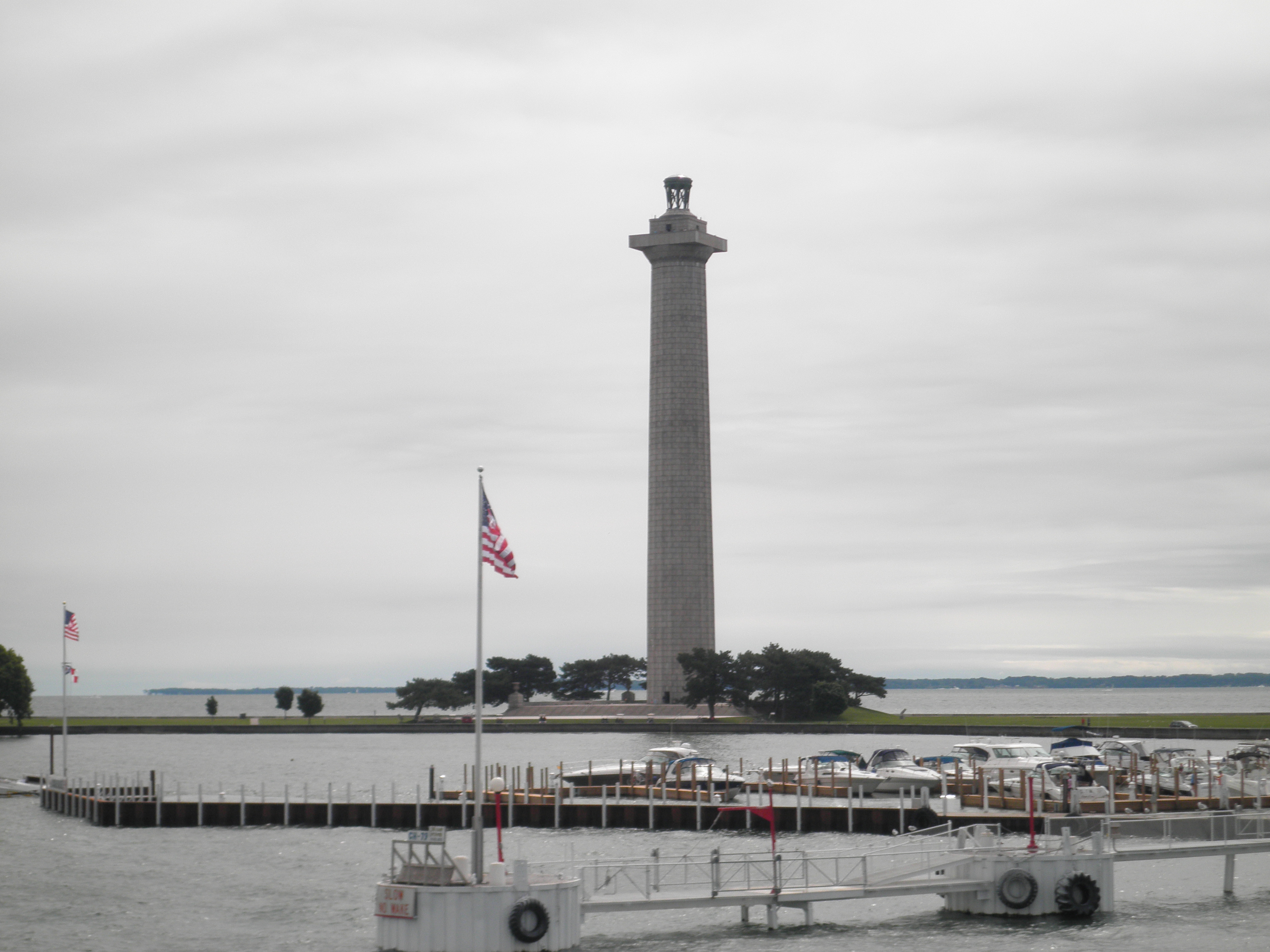
Perry's Victory and International Peace Memorial
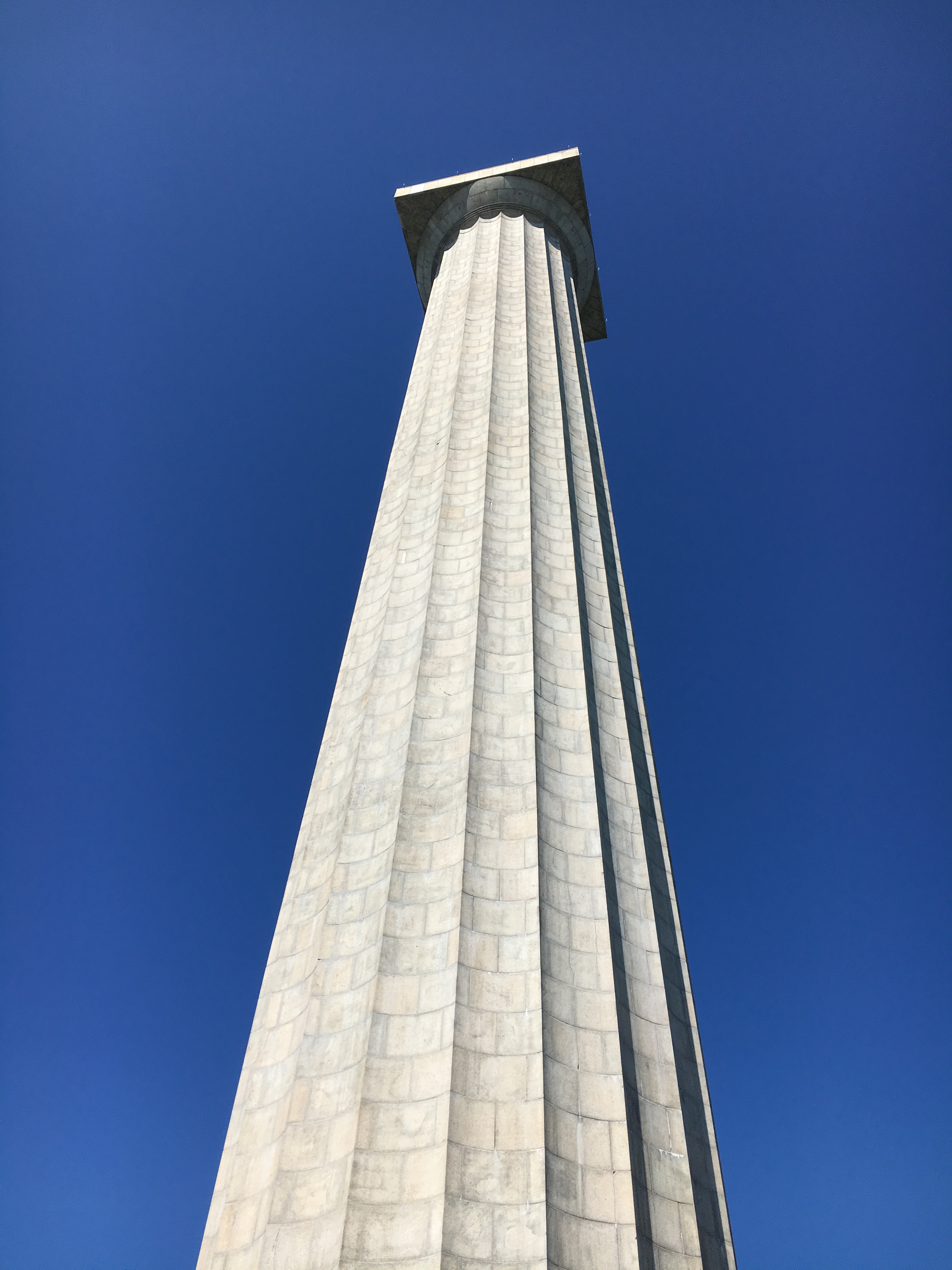
La tour dorique
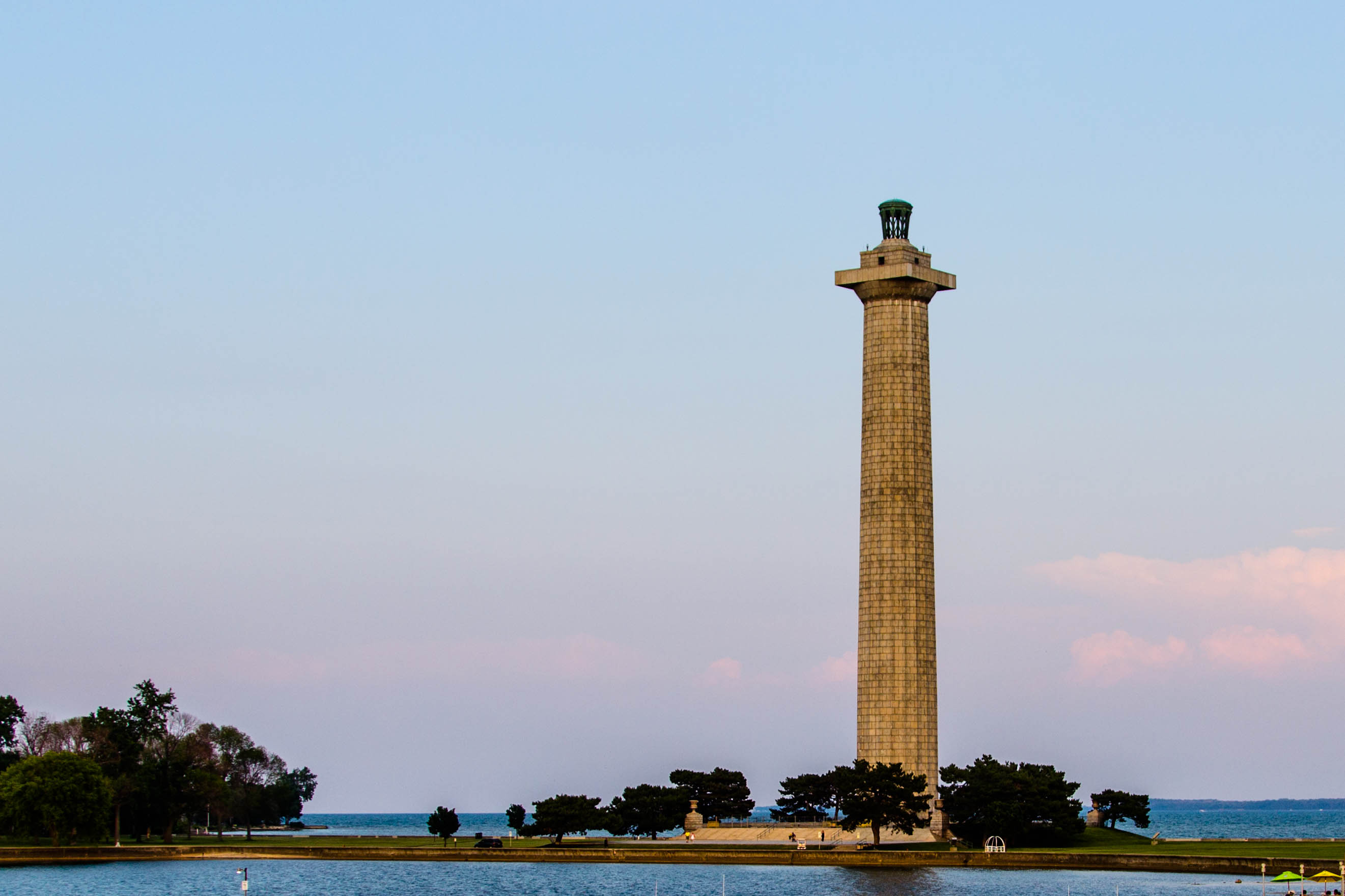
Le phare

### Lien connexe
- Liste des phares de l'Ohio